# 季节
季节是每年循环出现的地理景观相差比较大的几个时间段。不同的地区，其他季节的划分也是不同的。对温带地區而言，一年分为四季，即春季、夏季、秋季、冬季；熱帶地區只有旱季和雨季，或無季相之分。在極地，並非只有冬季，但春秋季不明顯，以北極為例，五月到九月為夏季，十月到隔年四月為冬季，即没有春季和秋季。

## 成因
季节更迭的根本原因是地球的自转轴与其公转轨道平面（黃道面）不垂直，與公轉軌道平面的垂直線形成夾角23度26分的傾斜（黄赤交角），若假設北半球是地球的頭部，地球像是從頭到腳一直全身歪斜23.26度繞著太陽轉（此角度會有緩慢小幅度的變動），而且歪斜方向不變，使北極會隨著地球繞日公轉而逐漸朝向太陽或逐漸朝向太空，公轉到某些位置時使北半球有大面積朝向太陽，北極冷空氣減少形成北半球夏天；北半球冬季時則相反，地球繞太陽轉時北半球逐漸朝向太空不朝向太陽，北極有長時間照不到太陽，冷空氣增加形成北半球冬天。南半球季節則與北半球相反，因北半球夏天有大面積照到太陽時南半球的南極卻朝向太空，長時間完全照不到太陽溫度降低形成南半球變成冬天。春季和秋季则为过渡季节，当太阳直射点接近赤道时，雖然北半球南半球都逐漸朝向太空不朝向太陽，但地球因此如同以「側面」面向太陽，南北两半球的日照面積相同，因此氣候不冷不熱。

## 四季的划分
划分四季的方法很多，以下四种为最常见的（以北半球为例）：
- 中国传统（中原地區）以「四立」为划分四季的起点，立春就是春季的起点，等等。

古代中原地區居民将黄道一年分为四季、十二节、十二气、七十二候，统称为“季节气候”。
- - 立春-立夏，为“春季”
  - 立夏-立秋，为“夏季”
  - 立秋-立冬，为“秋季”
  - 立冬-立春，为“冬季”

- 西方以「二分二至」为划分四季的起点，春分是春季的起点，等等。

- 以气候本身的标准──候温（五日的平均气温）划分

夏季──候平均气温在22 °C以上的连续时期。
冬季──候平均气温在10 °C以下的连续时期。
春季和秋季──介于10 ～22 °C之间的时期。
按照以上观点，全球共存在6种季节组合类型：
- - 全年皆夏（全年各月平均气温都在22 °C以上，主要分布于赤道附近地区；即熱帶）
  - 全年皆冬（全年各月平均气温都在10 °C以下，主要分布于两极地区；即寒帶）

- - 长夏无冬（全年不存在平均气温在10 °C以下的月份，主要分布在南北回归线附近；即亞熱帶）
  - 长冬无夏（全年不存在平均气温在22 °C以上的月份，主要分布在南北极圈附近；即亞寒帶）

- - 四季分明（主要分布于中纬度地区的大陆；即溫帶；以东亚地区最为典型[來源請求]）
  - 四季如春（全年各月平均气温都在10 ～22 °C之间，主要分布于低纬度的高原地区，以及中纬度地区的海洋）

- 现在通用以天文季节与气候季节相结合来划分四季。[來源請求]

例如，在2019年中，3月2日至5月31日为春季，6月1日至8月30日为夏季，8月31日至11月29日为秋季，11月30日至2021年2月28日为冬季。
| 北半球 | 北半球 | 北半球   | 日期               | 南半球   | 南半球   |
| 英国   | 丹麦   | 天文季节 | 日期               | 澳大利亚 | 天文季节 |
| ------ | ------ | -------- | ------------------ | -------- | -------- |
| 冬季   | 冬季   | 冬季     | 12月2日 - 1月5日   | 夏季     | 夏季     |
| 春季   | 冬季   | 冬季     | 1月6日 - 2月2日    | 夏季     | 夏季     |
| 春季   | 春季   | 冬季     | 2月3日 - 3月1日    | 秋季     | 夏季     |
| 春季   | 春季   | 春季     | 3月2日 - 3月29日   | 秋季     | 秋季     |
| 夏季   | 春季   | 春季     | 3月30日 - 5月3日   | 秋季     | 秋季     |
| 夏季   | 夏季   | 春季     | 5月4日 - 5月31日   | 冬季     | 秋季     |
| 夏季   | 夏季   | 夏季     | 6月1日 - 6月28日   | 冬季     | 冬季     |
| 秋季   | 夏季   | 夏季     | 6月29日 - 8月2日   | 冬季     | 冬季     |
| 秋季   | 秋季   | 夏季     | 8月3日 - 8月30日   | 春季     | 冬季     |
| 秋季   | 秋季   | 秋季     | 8月31日 - 10月4日  | 春季     | 春季     |
| 冬季   | 秋季   | 秋季     | 10月5日 - 11月1日  | 春季     | 春季     |
| 冬季   | 冬季   | 秋季     | 11月2日 - 11月29日 | 夏季     | 春季     |

| 北半球 | 北半球 | 北半球   | 日期               | 南半球   | 南半球   |
| 英国   | 丹麦   | 天文季节 | 日期               | 澳大利亚 | 天文季节 |
| ------ | ------ | -------- | ------------------ | -------- | -------- |
| 冬季   | 冬季   | 冬季     | 11月30日 - 1月3日  | 夏季     | 夏季     |
| 春季   | 冬季   | 冬季     | 1月4日 - 1月31日   | 夏季     | 夏季     |
| 春季   | 春季   | 冬季     | 2月1日 - 2月28日   | 秋季     | 夏季     |
| 春季   | 春季   | 春季     | 3月1日 - 3月28日   | 秋季     | 秋季     |
| 夏季   | 春季   | 春季     | 3月29日 - 5月2日   | 秋季     | 秋季     |
| 夏季   | 夏季   | 春季     | 5月3日 - 5月30日   | 冬季     | 秋季     |
| 夏季   | 夏季   | 夏季     | 5月31日 - 7月4日   | 冬季     | 冬季     |
| 秋季   | 夏季   | 夏季     | 7月5日 - 8月1日    | 冬季     | 冬季     |
| 秋季   | 秋季   | 夏季     | 8月2日 - 8月29日   | 春季     | 冬季     |
| 秋季   | 秋季   | 秋季     | 8月30日 - 10月3日  | 春季     | 春季     |
| 冬季   | 秋季   | 秋季     | 10月4日 - 10月31日 | 春季     | 春季     |
| 冬季   | 冬季   | 秋季     | 11月1日 - 11月29日 | 夏季     | 春季     |

### 各地气候季节划分标准

#### 中国大陆
中国气象局于2012年发布了气候季节划分气象行业标准；2022年，在原行业标准的基础上确立了国家标准《GB/T 42074-2022 气候季节划分》。

## 热量差异的季相特征
在不同的纬度带内，季节变化具有不同的特征。在南北半球的相对气候带，季节也相对：秋季对春季，夏季对冬季。

### 温带、亚热带
四季分明。

### 寒带
寒带终年寒冷，但是在夏季和冬季的气温差别还是很明显的。
在夏季和冬季会出现极昼、极夜的现象。

### 热带
随季节变化会出现太阳直射的现象，各个季节的温度差异不大，气象主要受到干湿情况和季风的變化。

## 季節特性
中國人認為四季有不同的特性，分別是「春生」、「夏長」、「秋收」和「冬藏」；即萬物在春天出生、在夏天成長、在秋天收成（成熟）和在冬天藏起來（動物冬眠、植物落葉）。對於農事，則是春耕、夏耘、秋收、冬藏。

## 四季的别称
中国自古对四季都有很多称呼：
- 春季：青春，青阳，芳春，阳春，阳中，艳阳，三春，九春
- 夏季：朱夏，朱明，长赢，昊天，三夏、九夏
- 秋季：商秋，商节，素节，素商，素秋，高商，金天三秋，九秋
- 冬季：玄英，安宁，三冬，九冬